# Об'єкт 906Б
Об'єкт 906Б (іноді зустрічається назва «Мрія») радянський дослідний ракетний плаваючий танк на базі дослідного легкого танка Об'єкт 906. Розробка Волгоградського тракторного заводу. Серійно не вироблявся.

## Історія створення
У 1960 році в конструкторському бюро Волгоградський тракторний завод Волгоградського тракторного заводу був створений дослідний легкий танк Об'єкт 906, роботами керував В. Гавалов. Танк опрацьовувався у двох варіантах ПТ-85 (з 85-мм гарматою) та ПТ-90 (з 90-мм гарматою). У 1961—1962 ріках були виготовлені шість дослідних зразків ПТ-85, два з яких у 1963 ріку пройшли випробування на полігоні НДІБТ в Кубінці, проте на озброєння машина прийнята не була. В ініціативному порядку завод вів розробку нового танка, який задовольняв тим самим характеристикам, але мав би сталеву броню замість алюмінієвої. У ході будівництва ходового макету дизель УТД-20 був замінений форсованим 8Д6.

## Опис конструкції

### Броньовий корпус та башта
Обидва члени екіпажу сиділи у спеціальній броньовій капсулі всередині башти, що суттєво скорочувало габарити танка. При цьому механік - водій за рахунок планетарного механізму завжди залишався особою у напрямку руху машини незалежно від кута повороту башти. Тим не менш, ходовий макет був оснащений нерухомою баштою. Гармата танка призначалася для стрільби керованими ракетами "Рубін" і НУРС "Бур". особливістю танка була надзвичайно мала висота - 1660 мм в стандартному положенні.

### Двигун та трансмісія
За проектом, танк повинен був бути обладнаний дизелем УТД-20, проте в ході будівництва досвідченого екземпляра він був замінений форсованим 8Д6. Рух на воді здійснювався рахунок обертання гусениць, у своїй під час руху на воді висувалися спеціальні гідродинамічні пристосування, які поліпшували швидкісні характеристики. Проте саме «Об'єкт 906Б» показав безперспективність такого типу водохідного рушія. Танк був оснащений експериментальною системою гідропневматичної підвіски, керованої механіком-водієм. Вона дозволяла змінювати кліренс зі 120 до 400 мм. Макет був оснащений гусеницями та катками «Об'єкта 906».

### Засоби спостереження
Танк був обладнаний телескопічним прицілом невідомої моделі.

### Додаткове озброєння
Додатковим озброєнням танк був оснащений кулеметом СГ-43 СГМТ.